# Bori (Bénin)
Pour les articles homonymes, voir Bori.
Bori est l'un des cinq arrondissements de la commune de N'dali dans le département du Borgou au Bénin.

## Géographie
L'arrondissement de Bori est situé au nord-est du Bénin et compte 5 villages que sont Bori, Maregourou, Kori, Sonnoumon et Teme.

## Démographie
Selon le recensement de la population de 2013 conduit par l'Institut national de la statistique et de l'analyse économique (INSAE), Bori compte 28072 habitants  .